# ونسا ای ویلیامز
 ونسا ای ویلیامز (انگلیسی: Vanessa A. Williams؛ زادهٔ ۱۲ مهٔ ۱۹۶۳) یک هنرپیشه اهل ایالات متحده آمریکا است.

## گزیده فیلمشناسی
از فیلم‌ها یا برنامه‌های تلویزیونی که وی در آن نقش داشته‌است می‌توان به آثار زیر اشاره کرد.
- کندی‌من (فیلم) (۱۹۹۲)
- مادر (فیلم ۱۹۹۶) (۱۹۹۶)
- مثل مایک (۲۰۰۲)
- فلش (مجموعه تلویزیونی ۲۰۱۴) (۲۰۱۵)
- روزهای زندگی ما (۲۰۱۶–)